# Canton d'Anglure
Le canton d'Anglure est un ancien canton français situé dans le département de la Marne et la région Champagne-Ardenne.

## Géographie
Ce canton était organisé autour d'Anglure dans l'arrondissement d'Épernay. 

## Histoire
- Le 16 mars 1790, Anglure est nommée chef-lieu de canton qui comptait aussi Allemanche, Grange-sur-Aube, La Chapelle-Lasson, Launay, Marsangis, Saint-Saturnin et Vouarces, le siège était au château d'Anglure à partir de sa saisie comme bien national. Le 26 août 1801, un arrêté des Consuls adjoint Bagnuex, Baudement, La Celle-sous-Chantemerle, Clesle, Conflans-sur-Seine, Escavolles-Lurey, Marcilly, Saint-Just, Saint-Quentin-le-Verger, Saron-sur-Aube, Soyer et Villers-aux-Corneille au canton d'Anglure.
- De 1840 à 1848, les cantons d'Esternay et d'Anglure avaient le même conseiller général[1].

## Représentation
| Période                | Période | Identité                            | Étiquette                              | Qualité         |
| ---------------------- | ------- | ----------------------------------- | -------------------------------------- | --------------- |
| premier Frimaire An IV | ....    | Honoré-Hilaire Marcilly (1774-1854) | à titre temporaire, puis élu président | Maire à Anglure |

### Conseillers généraux de 1833 à 2015
| Période | Période      | Identité                                                | Étiquette           | Qualité                                                                                               |
| ------- | ------------ | ------------------------------------------------------- | ------------------- | --- |
| 1833    | 1841 (décès) | M. Marcilly                                             |                     | Propriétaire à Anglure                                                                                |
| 1841    | 1842         | Paul Emmanuel Tissandier (1805-1870)                    |                     | Propriétaire, maire d'Anglure                                                                         |
| 1842    | 1844 (décès) | Louis Alexandre de Valon du Boucheron Comte d'Ambrugeac |                     | Lieutenant-général, Pair de France Propriétaire à Neuvy Député de la Corrèze                          |
| 1844    | 1848         | Paul Emmanuel Tissandier                                |                     | Propriétaire, maire d'Anglure                                                                         |
| 1848    | 1852         | Jean Paul Émile Léonard                                 | Républicain         | Notaire à Anglure                                                                                     |
| 1852    | 1866 (décès) | Charles Jean-Baptiste Parchappe                         | Majorité dynastique | Général de division, député (1852-1866)                                                               |
| 1866    | 1871         | Pierre Foucart                                          | Républicain         | Médecin à Anglure                                                                                     |
| 1871    | 1877 (décès) | Marquis Pierre de Pleurre                               |                     | Propriétaire à Pleurs                                                                                 |
| 1877    | 1884 (décès) | Pierre Foucart                                          | Républicain         | Médecin à Anglure                                                                                     |
| 1884    | 1886         | Jules Chanoine                                          |                     | Colonel commandant le 14e régiment de chasseurs à cheval Propriétaire à Baudement                     |
| 1886    | 1895         | Paul Rabel                                              | Républicain         | Ingénieur en chef des Ponts et Chaussées, Paris                                                       |
| 1895    | 1896 (décès) | Émile Eugène Peignot                                    | Républicain         | Maire de Marcilly-sur-Seine                                                                           |
| 1896    | 1899 (décès) | Paul Rabel                                              | Républicain         | Ingénieur en chef des Ponts et Chaussées, Paris Chef de cabinet du Ministre des Travaux Publics       |
| 1899    | 1927 (décès) | Célestin-Gustave Forgeot                                | Rad.                | Maire d'Anglure, conseiller d'arrondissement                                                          |
| 1927    | 1940         | Antony Laurent                                          | Rad. Antimarxiste   | Maire de Baudement, conseiller d'arrondissement Nommé conseiller départemental en 1943 Décédé en 1944 |
|         |              |                                                         |                     | |
| 1945    | 1970         | Virgile Henry                                           | SFIO puis DVG       | Agriculteur Maire de Marcilly-sur-Seine                                                               |
| 1970    | 1988         | Maurice Mestre                                          | PCF                 | Employé SNCF Maire de Saint-Just-Sauvage                                                              |
| 1988    | 1992 (décès) | Jean-Michel Gauby                                       | app.PS              | Président du Conseil économique et social de Champagne-Ardenne Maire de Conflans-sur-Seine            |
| 1992    | 2015         | Daniel Grosbety                                         | PS                  | Enseignant Maire de Conflans-sur-Seine (1992-2014)                                                    |

### Conseillers d'arrondissement (de 1833 à 1940)
Le canton d'Anglure avait deux conseillers d'arrondissement au début du 19ème siècle.
| Période                                  | Période      | Identité                                              | Étiquette                | Qualité |
| ---------------------------------------- | ------------ | ----------------------------------------------------- | ------------------------ | --- |
| 1833                                     | 1839         | Denis Henri Godot (1782-1843)                         |                          | Propriétaire à Marcilly-sur-Seine                                                                           |
| 1839                                     | 1842         | François Huot de Saint-Albin de Longchamp (1777-1853) |                          | Inspecteur des Eaux et Forêts, propriétaire à Soyer et à Paris                                              |
| 1842                                     | 1848         | M. Poictevin                                          |                          | Avocat, propriétaire à Marcilly-sur-Seine                                                                   |
|                                          |              |                                                       |                          | |
| 1852                                     |              | Athanase-Michel Moreau (1803-1884)                    |                          | Licencié en droit, propriétaire, conseiller municipal d'Anglure                                             |
|                                          |              |                                                       |                          | |
| 1889                                     | 1893 (décès) | Gabriel Philibert Cochois (1804-1893)                 |                          | Propriétaire à Anglure                                                                                      |
|                                          |              |                                                       |                          | |
| 1895                                     | 1899         | Gustave Forgeot                                       | Républicain              | Maire d'Anglure                                                                                             |
| 1899                                     | 1919         | Laurent-Athanase Trutat                               | Rad.                     | Cultivateur, maire de Clesles                                                                               |
| 1919                                     | 1927         | Antony Laurent                                        | Républicain progressiste | Maire de Baudement                                                                                          |
| 1919                                     | 1928         | Jules Boulard                                         | Républicain progressiste | Industriel, maire de Bagneux                                                                                |
| 1928                                     | 1934         | Joseph Henry                                          | SFIO                     | Cultivateur à Marcilly-sur-Seine                                                                            |
| 1934                                     | 1940         | Paul Champion                                         | PAPF                     | Conseiller municipal d'Allemanche, nommé conseiller départemental par le Gouvernement de Vichy en 1944      |
| 1940                                     |              |                                                       |                          | Les conseils d'arrondissement ont été suspendus par la loi du 12 octobre 1940 et n'ont jamais été réactivés |
| Les données manquantes sont à compléter. |              |                                                       |                          | |

## Composition
Le canton d'Anglure regroupait 18 communes et comptait 6 699 habitants en 2010.
| Nom                        | Code Insee | Intercommunalité                | Superficie (km2) | Population (dernière pop. légale) | Densité (hab./km2) |
| -------------------------- | ---------- | ------------------------------- | ---------------- | --------------------------------- | ------------------ |
| Anglure (chef-lieu)        | 51009      | CC de Sézanne Sud-Ouest Marnais | 8,05             | 849 (2014)                        | 105                |
| Allemanche-Launay-et-Soyer | 51004      | CC de Sézanne Sud-Ouest Marnais | 15,24            | 101 (2014)                        | 6,6                |
| Bagneux                    | 51032      | CC de Sézanne Sud-Ouest Marnais | 13,80            | 477 (2014)                        | 35                 |
| Baudement                  | 51041      | CC de Sézanne Sud-Ouest Marnais | 8,57             | 114 (2014)                        | 13                 |
| La Celle-sous-Chantemerle  | 51103      | CC de Sézanne Sud-Ouest Marnais | 12,03            | 159 (2014)                        | 13                 |
| La Chapelle-Lasson         | 51127      | CC de Sézanne Sud-Ouest Marnais | 15,04            | 85 (2014)                         | 5,7                |
| Clesles                    | 51155      | CC de Sézanne Sud-Ouest Marnais | 13,26            | 626 (2014)                        | 47                 |
| Conflans-sur-Seine         | 51162      | CC de Sézanne Sud-Ouest Marnais | 6,14             | 667 (2014)                        | 109                |
| Esclavolles-Lurey          | 51234      | CC de Sézanne Sud-Ouest Marnais | 9,47             | 596 (2014)                        | 63                 |
| Granges-sur-Aube           | 51279      | CC de Sézanne Sud-Ouest Marnais | 8,06             | 187 (2014)                        | 23                 |
| Marcilly-sur-Seine         | 51343      | CC de Sézanne Sud-Ouest Marnais | 10,01            | 641 (2014)                        | 64                 |
| Marsangis                  | 51353      | CC de Sézanne Sud-Ouest Marnais | 6,74             | 53 (2014)                         | 7,9                |
| Saint-Just-Sauvage         | 51492      | CC de Sézanne Sud-Ouest Marnais | 17,74            | 1 510 (2014)                      | 85                 |
| Saint-Quentin-le-Verger    | 51511      | CC de Sézanne Sud-Ouest Marnais | 10,63            | 118 (2014)                        | 11                 |
| Saint-Saturnin             | 51516      | CC de Sézanne Sud-Ouest Marnais | 7,96             | 58 (2014)                         | 7,3                |
| Saron-sur-Aube             | 51524      | CC de Sézanne Sud-Ouest Marnais | 16,43            | 298 (2014)                        | 18                 |
| Villiers-aux-Corneilles    | 51642      | CC de Sézanne Sud-Ouest Marnais | 5,88             | 104 (2014)                        | 18                 |
| Vouarces                   | 51652      | CC de Sézanne Sud-Ouest Marnais | 5,96             | 74 (2014)                         | 12                 |

## Démographie
| 1962  | 1968  | 1975  | 1982  | 1990  | 1999  | 2006  | 2010  |
| ----- | ----- | ----- | ----- | ----- | ----- | ----- | ----- |
| 5 679 | 6 106 | 5 994 | 6 150 | 6 238 | 6 263 | 6 570 | 6 699 |